# De Branding

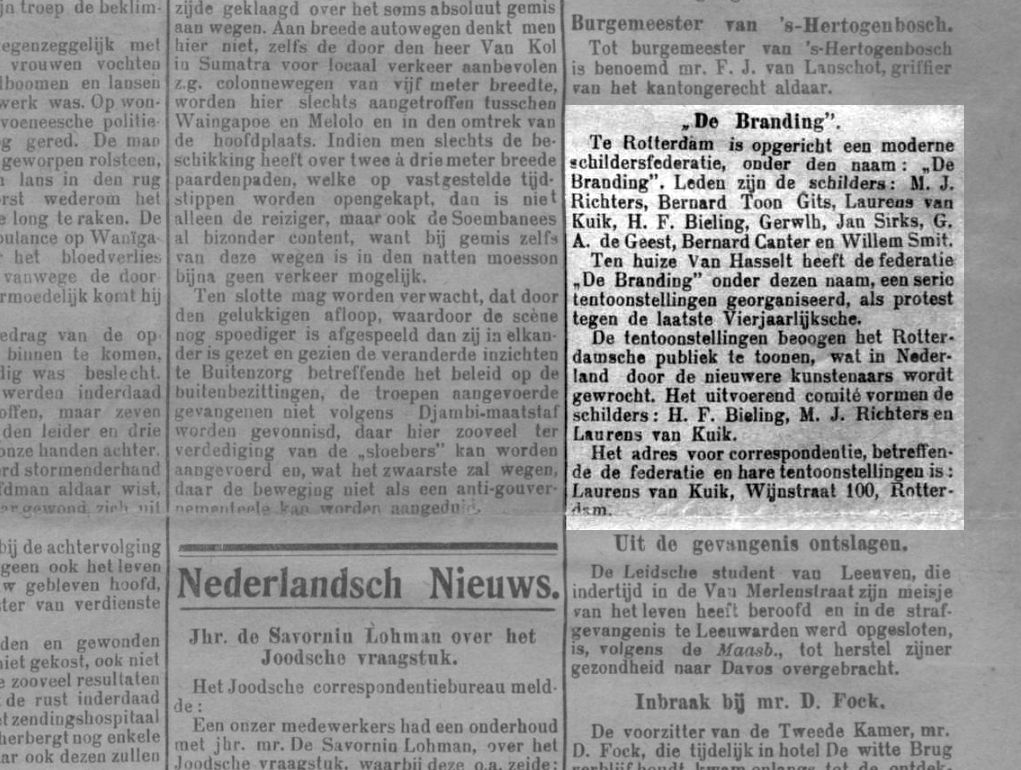
Een krantenknipsel over de oprichting van "De Branding" uit De Locomotief

De Federatie van Beeldende kunstenaars De Branding was een kunstenaarscollectief dat in 1917 werd opgericht door tien Rotterdamse schilders uit onvrede met het Rotterdamse kunstklimaat, dat zich onder meer liet kennen door de beperkte mogelijkheden tot exposeren van hun werk. De directe aanleiding was de weigering van hun werk door de jury van de Vierjaarlijksche, een tentoonstelling van de Academie voor Beeldende Kunsten Rotterdam.
Leden bij de oprichting waren Geert Adegeest, Herman Bieling, Bernard Canter, Bernard Toon Gits, Laurens van Kuik, Ger Ladage, Marius Richters, Wim Schuhmacher, Jan Sirks en Willem Smit. Er was een 'uitvoerend comité' (Bieling, Richters en Van Kuik) dat tentoonstellingen zou organiseren.
In de nog geen negen jaar dat De Branding actief was – de eerste tentoonstelling opende op 2 oktober 1917; de laatste sloot op 31 januari 1926 – heeft zij 14 tentoonstellingen van werken van leden en genodigden (ook buitenlandse) georganiseerd, waaraan bij elkaar over de jaren heen zo’n 124 kunstenaars deelnamen. Bij de laatste drie tentoonstellingen in 1924 (Oudemannenhuis, Rotterdam) en '26 (Stedelijk Museum, Amsterdam en Oude Postkantoor, Rotterdam) was ook Henk Chabot als genodigde van de partij.

## Bron
- Els Brinkman (redactie: Jan van Adrichem (eindredactie), Saskia de Bodt, Marlite Halbertsma, Dees Linders en Evert van Uitert): De Branding 1917-1926, Rotterdam: Stichting Kunstpublicaties Rotterdam, 1991; ISBN 90-5196-050-6.